# Alter jüdischer Friedhof (Marburg)

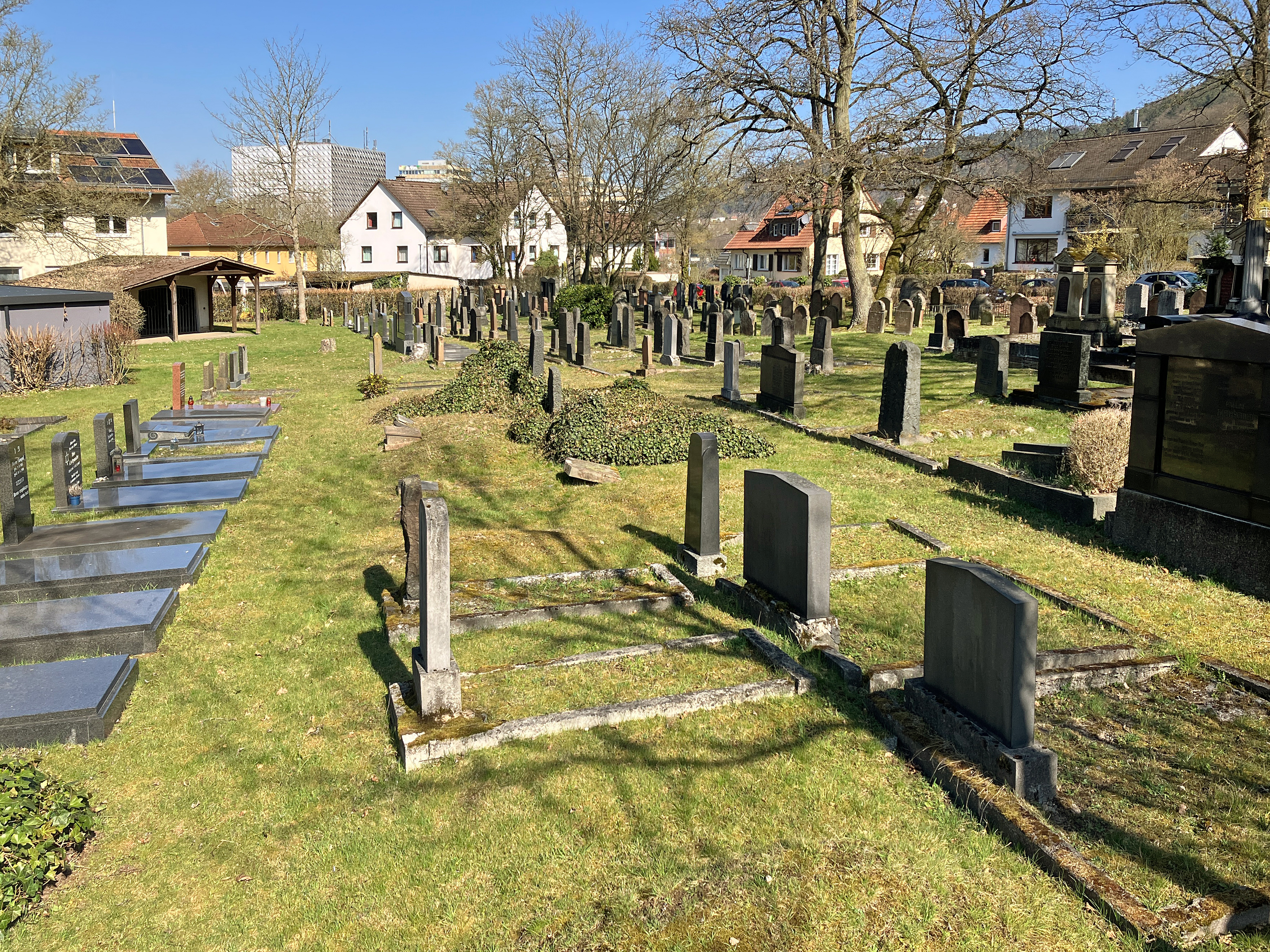
Alter jüdischer Friedhof (2025)

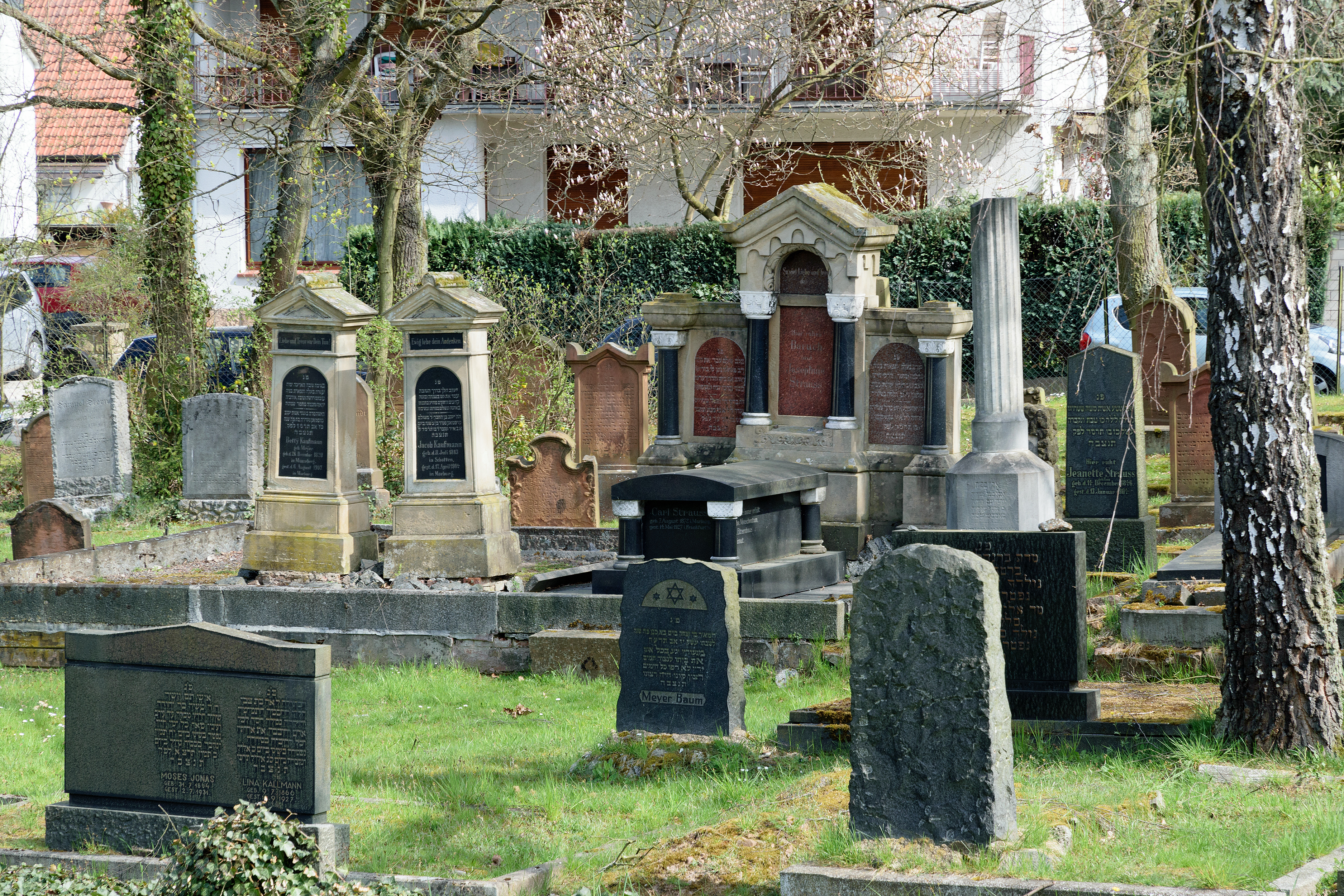
Alter jüdischer Friedhof (2015)

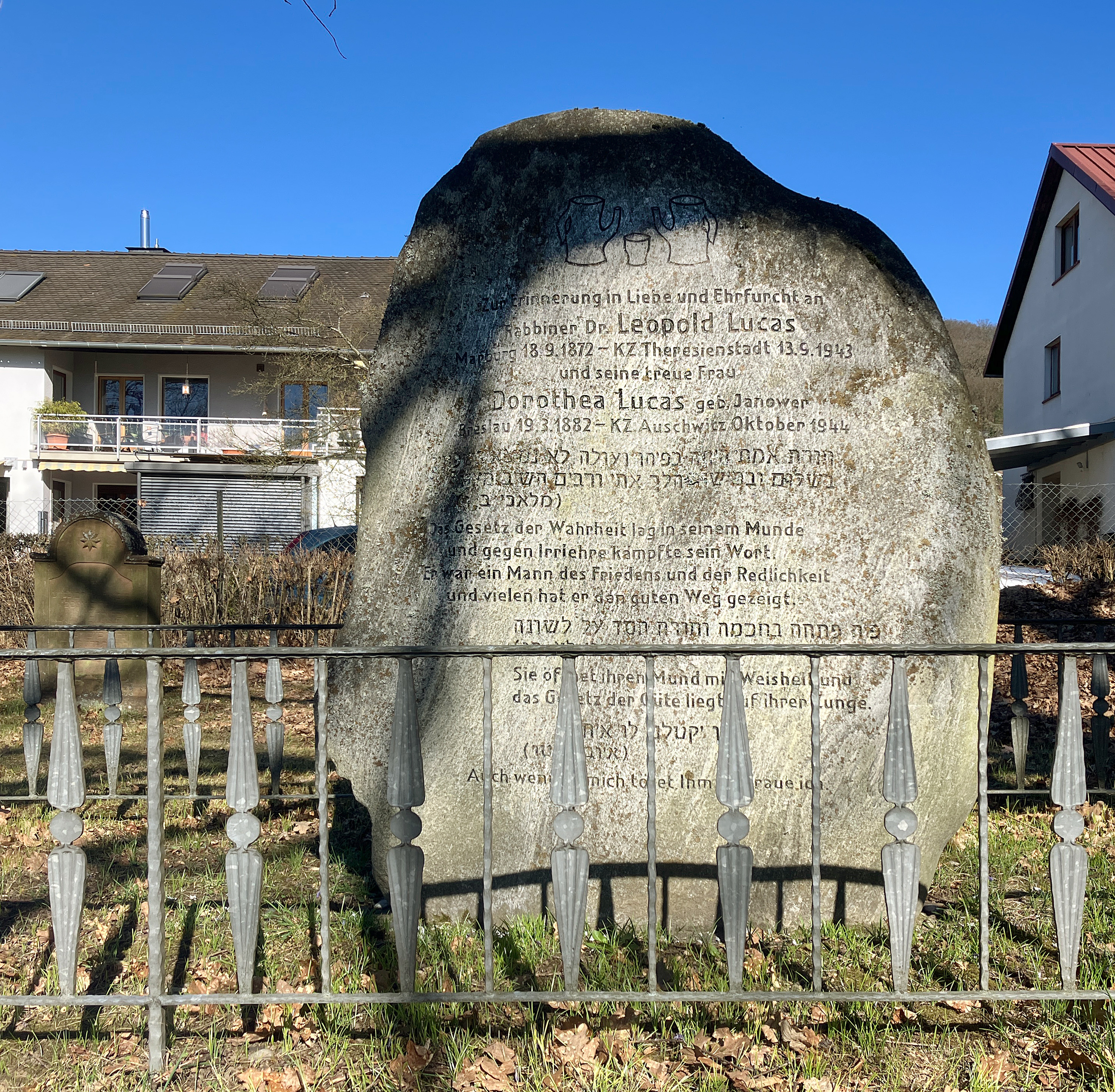
Gedenkstein für den Rabbiner Leopold Lucas und seine Frau

Der Alte jüdische Friedhof Marburg ist ein Friedhof in der Kreisstadt Marburg im mittelhessischen Landkreis Marburg-Biedenkopf in Hessen. Er ist als Kulturdenkmal gelistet.
Der 5017 m² große jüdische Friedhof ist umgeben von den Straßen An den Siechengärten/Spiegelslustweg/Alter Kirchhainer Weg. Auf dem Friedhof befinden sich über 300 Grabsteine.

## Geschichte
Der Friedhof wurde vermutlich Anfang des 18. Jahrhunderts angelegt. Die ältesten Grabmale, die auf dem Friedhof erhalten sind, stammen aus der Zeit von 1712 bis 1801/1802. Im Jahr 1883 verkaufte die Stadt das Grundstück der wachsenden jüdischen Gemeinde. Der Friedhof wurde auch nach 1945 belegt, unter anderem von KZ-Überlebenden (DPs), die zwischen 1947 und 1949 im Bereich Marburg verstorben sind.
In den 1980er-Jahren wurde die jüdische Gemeinde in Marburg neu begründet. Seitdem war der Friedhof wieder die Begräbnisstätte der jüdischen Gemeinde.

## Mittelalterlicher jüdischer Friedhof
Einen ersten jüdischen Friedhof gab es in Marburg im Mittelalter. Er wurde als „der juden kirchob“ (1375, 1441, 1442) bzw. als „juddenkirchoff“ (1455–1492) bezeichnet. Der Friedhof lag vor der Vorstadt Weidenhausen bei der Männersieche (vgl. heutige Straßenbezeichnung „An den Siechengärten“), etwa dort, wo sich der heutige jüdische Friedhof befindet. Der Friedhof wurde vermutlich schon 1375 nicht mehr benutzt, sondern in Garten-, später in Ackerland umgewandelt. Vom 14. bis zum 19. Jahrhundert können keine Beerdigungen auf dem Friedhof nachgewiesen werden; das Gelände wurde landwirtschaftlich genutzt.
Im Bereich dieses mittelalterlichen jüdischen Friedhofes wurde der alte jüdische Friedhof vermutlich Anfang des 18. Jahrhunderts angelegt.

## Neuer jüdischer Friedhof
Auf Grund des Platzmangels auf dem alten jüdischen Friedhof wurde inzwischen ein neuer jüdischer Friedhof angelegt. Er befindet sich neben dem Städtischen Friedhof am Rotenberg. Der alte jüdische Friedhof wird nicht mehr belegt.

## Gräber oder Gedenksteine bekannter Personen
- Joseph Hoffa
- Leopold Lucas
- Franz D. Lucas